# Eurythyrea
Eurythyrea es un género de escarabajos de la familia Buprestidae.
El Eurythyrea es un escarabajo de color verde cromático con pigmentos de colores naranjas y amarillo
Su alimentación se basa de pequeños brotes de hojas. Presenta un exoesqueleto el cual le protege del ataque de otros organismos y el cual, también utiliza a la hora de la reproducción durante el cortejo de las hembras.
Este insecto presenta una mordedura la cual, durante esta, puede llegar a expulsar un veneno el cual causa escozor y un sarpullido en la piel. A su vez, también puede expulsar un líquido corrosivo desde la parte posterior de su abdomen, llegando a una longitud de 20 centímetros aproximadamente

## Especies
- Eurythyrea aurata (Pallas, 1776)
- Eurythyrea austriaca (Linnaeus, 1767)
- Eurythyrea bilyi Weidlich, 1987
- Eurythyrea eao Semenov, 1895
- Eurythyrea fastidiosa (Rossi, 1790)
- Eurythyrea grandis Deichmuller, 1886
- Eurythyrea longipennis Heer, 1847
- Eurythyrea micans (Fabricius, 1793)
- Eurythyrea oxiana Semenov, 1895
- Eurythyrea quercus (Herbst, 1780)
- Eurythyrea tenuistriata Lewis, 1893